# Línea 876 (Interurbanos Madrid)
La línea 876 de la red de autobuses interurbanos de Madrid une la terminal de autobuses del Intercambiador de Plaza de Castilla con el municipio de Collado Villalba.

## Características
Esta línea une Collado Villalba y el intercambiador de transportes de Plaza de Castilla en aproximadamente 65 minutos. Durante su recorrido, también efectúa parada en los núcleos urbanos de las localidades de Moralzarzal y Cerceda (esta última perteneciente al municipio de El Boalo), situadas en la corona tarifaria C1. Además, la línea une estas poblaciones mediante paradas intermedias con el Campus de Cantoblanco de la Universidad Autónoma y con los hospitales Ramón y Cajal y La Paz.
Se trata de una línea transversal tal y como indica su primer dígito (8) ya que enlaza cabeceras de distintos corredores, siendo el intercambiador de Plaza de Castilla cabecera de numerosas líneas de los Corredores 1 y 7 y Collado Villalba perteneciente al Corredor 6.
Está operada por la empresa Francisco Larrea mediante la concesión administrativa VCM-606 - Madrid – Moralzarzal – El Boalo (Viajeros Comunidad de Madrid) del Consorcio Regional de Transportes de Madrid.

## Horarios

### 1 octubre - 30 junio
| Lunes a viernes laborables                          |                                           |                                           |                                           |                                           |                                           |                                           |                                           |                                           |                                           |                                           |                                           |                                           |                                           |                                           |                                           |                                           |                                           |                                           |                                           |                                           |                                           |                                           |                                           |                                           |                                           |                                           |                                           |                                           |                                           |                                           |                                           |                                           |                                           |                                           |                                           |
| Madrid (Pza. Castilla) > Collado Villalba           | Madrid (Pza. Castilla) > Collado Villalba | Madrid (Pza. Castilla) > Collado Villalba | Madrid (Pza. Castilla) > Collado Villalba | Madrid (Pza. Castilla) > Collado Villalba | Madrid (Pza. Castilla) > Collado Villalba | Madrid (Pza. Castilla) > Collado Villalba | Madrid (Pza. Castilla) > Collado Villalba | Madrid (Pza. Castilla) > Collado Villalba | Madrid (Pza. Castilla) > Collado Villalba | Madrid (Pza. Castilla) > Collado Villalba | Madrid (Pza. Castilla) > Collado Villalba | Madrid (Pza. Castilla) > Collado Villalba | Madrid (Pza. Castilla) > Collado Villalba | Madrid (Pza. Castilla) > Collado Villalba | Madrid (Pza. Castilla) > Collado Villalba | Madrid (Pza. Castilla) > Collado Villalba | Madrid (Pza. Castilla) > Collado Villalba | Collado Villalba > Madrid (Pza. Castilla) | Collado Villalba > Madrid (Pza. Castilla) | Collado Villalba > Madrid (Pza. Castilla) | Collado Villalba > Madrid (Pza. Castilla) | Collado Villalba > Madrid (Pza. Castilla) | Collado Villalba > Madrid (Pza. Castilla) | Collado Villalba > Madrid (Pza. Castilla) | Collado Villalba > Madrid (Pza. Castilla) | Collado Villalba > Madrid (Pza. Castilla) | Collado Villalba > Madrid (Pza. Castilla) | Collado Villalba > Madrid (Pza. Castilla) | Collado Villalba > Madrid (Pza. Castilla) | Collado Villalba > Madrid (Pza. Castilla) | Collado Villalba > Madrid (Pza. Castilla) | Collado Villalba > Madrid (Pza. Castilla) | Collado Villalba > Madrid (Pza. Castilla) | Collado Villalba > Madrid (Pza. Castilla) | Collado Villalba > Madrid (Pza. Castilla) |
| 06                                                  | 07                                        | 08                                        | 09                                        | 10                                        | 11                                        | 12                                        | 13                                        | 14                                        | 15                                        | 16                                        | 17                                        | 18                                        | 19                                        | 20                                        | 21                                        | 22                                        | 23                                        | 05                                        | 06                                        | 07                                        | 08                                        | 09                                        | 10                                        | 11                                        | 12                                        | 13                                        | 14                                        | 15                                        | 16                                        | 17                                        | 18                                        | 19                                        | 20                                        | 21                                        | 22                                        |
| 20                                                  | 05 40                                     | 30 45                                     | 00 55                                     | 45                                        | 00 40                                     | 30                                        | 10                                        | 00 15                                     | 00 07 32                                  | 25                                        | 30                                        | 00 20                                     | 00 30                                     | 35                                        | 10                                        | 15                                        | 15                                        | 20                                        | 00 20 37 55                               | 20                                        | 15                                        | 00                                        | 00                                        | 20                                        | 00 50                                     | 10 45                                     | 00 20                                     | 25                                        | 10 20 50                                  | 15                                        | 20                                        | 30                                        | 10                                        | 00                                        | 15                                        |
| Hasta/desde la estación de autobuses de Moralzarzal |                                           |                                           |                                           |                                           |                                           |                                           |                                           |                                           |                                           |                                           |                                           |                                           |                                           |                                           |                                           |                                           |                                           |                                           |                                           |                                           |                                           |                                           |                                           |                                           |                                           |                                           |                                           |                                           |                                           |                                           |                                           |                                           |                                           |                                           |                                           |
| Sábados laborables, domingos y festivos             |                                           |                                           |                                           |                                           |                                           |                                           |                                           |                                           |                                           |                                           |                                           |                                           |                                           |                                           |                                           |                                           |                                           |                                           |                                           |                                           |                                           |                                           |                                           |                                           |                                           |                                           |                                           |                                           |                                           |                                           |                                           |                                           |                                           |                                           |                                           |
| Madrid (Pza. Castilla) > Collado Villalba           | Madrid (Pza. Castilla) > Collado Villalba | Madrid (Pza. Castilla) > Collado Villalba | Madrid (Pza. Castilla) > Collado Villalba | Madrid (Pza. Castilla) > Collado Villalba | Madrid (Pza. Castilla) > Collado Villalba | Madrid (Pza. Castilla) > Collado Villalba | Madrid (Pza. Castilla) > Collado Villalba | Madrid (Pza. Castilla) > Collado Villalba | Madrid (Pza. Castilla) > Collado Villalba | Madrid (Pza. Castilla) > Collado Villalba | Madrid (Pza. Castilla) > Collado Villalba | Madrid (Pza. Castilla) > Collado Villalba | Madrid (Pza. Castilla) > Collado Villalba | Madrid (Pza. Castilla) > Collado Villalba | Madrid (Pza. Castilla) > Collado Villalba | Madrid (Pza. Castilla) > Collado Villalba | Madrid (Pza. Castilla) > Collado Villalba | Collado Villalba > Madrid (Pza. Castilla) | Collado Villalba > Madrid (Pza. Castilla) | Collado Villalba > Madrid (Pza. Castilla) | Collado Villalba > Madrid (Pza. Castilla) | Collado Villalba > Madrid (Pza. Castilla) | Collado Villalba > Madrid (Pza. Castilla) | Collado Villalba > Madrid (Pza. Castilla) | Collado Villalba > Madrid (Pza. Castilla) | Collado Villalba > Madrid (Pza. Castilla) | Collado Villalba > Madrid (Pza. Castilla) | Collado Villalba > Madrid (Pza. Castilla) | Collado Villalba > Madrid (Pza. Castilla) | Collado Villalba > Madrid (Pza. Castilla) | Collado Villalba > Madrid (Pza. Castilla) | Collado Villalba > Madrid (Pza. Castilla) | Collado Villalba > Madrid (Pza. Castilla) | Collado Villalba > Madrid (Pza. Castilla) | Collado Villalba > Madrid (Pza. Castilla) |
| 06                                                  | 07                                        | 08                                        | 09                                        | 10                                        | 11                                        | 12                                        | 13                                        | 14                                        | 15                                        | 16                                        | 17                                        | 18                                        | 19                                        | 20                                        | 21                                        | 22                                        | 23                                        | 05                                        | 06                                        | 07                                        | 08                                        | 09                                        | 10                                        | 11                                        | 12                                        | 13                                        | 14                                        | 15                                        | 16                                        | 17                                        | 18                                        | 19                                        | 20                                        | 21                                        | 22                                        |
|                                                     |                                           |                                           | 20                                        |                                           |                                           | 30                                        |                                           |                                           |                                           |                                           |                                           | 30                                        |                                           |                                           |                                           | 00                                        |                                           |                                           |                                           |                                           | 00                                        |                                           |                                           | 00                                        |                                           |                                           |                                           |                                           |                                           | 00                                        |                                           |                                           | 00                                        |                                           |                                           |

### 1 - 31 julio
| Lunes a viernes laborables                          |                                           |                                           |                                           |                                           |                                           |                                           |                                           |                                           |                                           |                                           |                                           |                                           |                                           |                                           |                                           |                                           |                                           |                                           |                                           |                                           |                                           |                                           |                                           |                                           |                                           |                                           |                                           |                                           |                                           |                                           |                                           |                                           |                                           |                                           |                                           |
| Madrid (Pza. Castilla) > Collado Villalba           | Madrid (Pza. Castilla) > Collado Villalba | Madrid (Pza. Castilla) > Collado Villalba | Madrid (Pza. Castilla) > Collado Villalba | Madrid (Pza. Castilla) > Collado Villalba | Madrid (Pza. Castilla) > Collado Villalba | Madrid (Pza. Castilla) > Collado Villalba | Madrid (Pza. Castilla) > Collado Villalba | Madrid (Pza. Castilla) > Collado Villalba | Madrid (Pza. Castilla) > Collado Villalba | Madrid (Pza. Castilla) > Collado Villalba | Madrid (Pza. Castilla) > Collado Villalba | Madrid (Pza. Castilla) > Collado Villalba | Madrid (Pza. Castilla) > Collado Villalba | Madrid (Pza. Castilla) > Collado Villalba | Madrid (Pza. Castilla) > Collado Villalba | Madrid (Pza. Castilla) > Collado Villalba | Madrid (Pza. Castilla) > Collado Villalba | Collado Villalba > Madrid (Pza. Castilla) | Collado Villalba > Madrid (Pza. Castilla) | Collado Villalba > Madrid (Pza. Castilla) | Collado Villalba > Madrid (Pza. Castilla) | Collado Villalba > Madrid (Pza. Castilla) | Collado Villalba > Madrid (Pza. Castilla) | Collado Villalba > Madrid (Pza. Castilla) | Collado Villalba > Madrid (Pza. Castilla) | Collado Villalba > Madrid (Pza. Castilla) | Collado Villalba > Madrid (Pza. Castilla) | Collado Villalba > Madrid (Pza. Castilla) | Collado Villalba > Madrid (Pza. Castilla) | Collado Villalba > Madrid (Pza. Castilla) | Collado Villalba > Madrid (Pza. Castilla) | Collado Villalba > Madrid (Pza. Castilla) | Collado Villalba > Madrid (Pza. Castilla) | Collado Villalba > Madrid (Pza. Castilla) | Collado Villalba > Madrid (Pza. Castilla) |
| 06                                                  | 07                                        | 08                                        | 09                                        | 10                                        | 11                                        | 12                                        | 13                                        | 14                                        | 15                                        | 16                                        | 17                                        | 18                                        | 19                                        | 20                                        | 21                                        | 22                                        | 23                                        | 05                                        | 06                                        | 07                                        | 08                                        | 09                                        | 10                                        | 11                                        | 12                                        | 13                                        | 14                                        | 15                                        | 16                                        | 17                                        | 18                                        | 19                                        | 20                                        | 21                                        | 22                                        |
| 40                                                  | 45                                        | 25                                        | 00                                        | 00 45                                     | 30                                        | 30                                        | 20                                        | 00 30                                     | 00 30                                     | 30                                        | 45                                        | 00 30                                     | 00 50                                     | 15                                        | 00                                        | 15                                        | 00                                        | 35                                        | 20                                        | 00 20                                     | 15                                        | 15                                        | 45                                        |                                           | 00 45                                     | 15                                        | 00 15                                     | 15 45                                     | 30 45                                     | 45                                        | 45                                        | 00 45                                     |                                           | 00 50                                     |                                           |
| Hasta/desde la estación de autobuses de Moralzarzal |                                           |                                           |                                           |                                           |                                           |                                           |                                           |                                           |                                           |                                           |                                           |                                           |                                           |                                           |                                           |                                           |                                           |                                           |                                           |                                           |                                           |                                           |                                           |                                           |                                           |                                           |                                           |                                           |                                           |                                           |                                           |                                           |                                           |                                           |                                           |
| Sábados laborables, domingos y festivos             |                                           |                                           |                                           |                                           |                                           |                                           |                                           |                                           |                                           |                                           |                                           |                                           |                                           |                                           |                                           |                                           |                                           |                                           |                                           |                                           |                                           |                                           |                                           |                                           |                                           |                                           |                                           |                                           |                                           |                                           |                                           |                                           |                                           |                                           |                                           |
| Madrid (Pza. Castilla) > Collado Villalba           | Madrid (Pza. Castilla) > Collado Villalba | Madrid (Pza. Castilla) > Collado Villalba | Madrid (Pza. Castilla) > Collado Villalba | Madrid (Pza. Castilla) > Collado Villalba | Madrid (Pza. Castilla) > Collado Villalba | Madrid (Pza. Castilla) > Collado Villalba | Madrid (Pza. Castilla) > Collado Villalba | Madrid (Pza. Castilla) > Collado Villalba | Madrid (Pza. Castilla) > Collado Villalba | Madrid (Pza. Castilla) > Collado Villalba | Madrid (Pza. Castilla) > Collado Villalba | Madrid (Pza. Castilla) > Collado Villalba | Madrid (Pza. Castilla) > Collado Villalba | Madrid (Pza. Castilla) > Collado Villalba | Madrid (Pza. Castilla) > Collado Villalba | Madrid (Pza. Castilla) > Collado Villalba | Madrid (Pza. Castilla) > Collado Villalba | Collado Villalba > Madrid (Pza. Castilla) | Collado Villalba > Madrid (Pza. Castilla) | Collado Villalba > Madrid (Pza. Castilla) | Collado Villalba > Madrid (Pza. Castilla) | Collado Villalba > Madrid (Pza. Castilla) | Collado Villalba > Madrid (Pza. Castilla) | Collado Villalba > Madrid (Pza. Castilla) | Collado Villalba > Madrid (Pza. Castilla) | Collado Villalba > Madrid (Pza. Castilla) | Collado Villalba > Madrid (Pza. Castilla) | Collado Villalba > Madrid (Pza. Castilla) | Collado Villalba > Madrid (Pza. Castilla) | Collado Villalba > Madrid (Pza. Castilla) | Collado Villalba > Madrid (Pza. Castilla) | Collado Villalba > Madrid (Pza. Castilla) | Collado Villalba > Madrid (Pza. Castilla) | Collado Villalba > Madrid (Pza. Castilla) | Collado Villalba > Madrid (Pza. Castilla) |
| 06                                                  | 07                                        | 08                                        | 09                                        | 10                                        | 11                                        | 12                                        | 13                                        | 14                                        | 15                                        | 16                                        | 17                                        | 18                                        | 19                                        | 20                                        | 21                                        | 22                                        | 23                                        | 05                                        | 06                                        | 07                                        | 08                                        | 09                                        | 10                                        | 11                                        | 12                                        | 13                                        | 14                                        | 15                                        | 16                                        | 17                                        | 18                                        | 19                                        | 20                                        | 21                                        | 22                                        |
|                                                     |                                           |                                           | 20                                        |                                           |                                           | 30                                        |                                           |                                           |                                           |                                           |                                           | 30                                        |                                           |                                           |                                           | 00                                        |                                           |                                           |                                           |                                           | 00                                        |                                           |                                           | 00                                        |                                           |                                           |                                           |                                           |                                           | 00                                        |                                           |                                           | 00                                        |                                           |                                           |

### 1 - 31 agosto
| Lunes a viernes laborables                |                                           |                                           |                                           |                                           |                                           |                                           |                                           |                                           |                                           |                                           |                                           |                                           |                                           |                                           |                                           |                                           |                                           |                                           |                                           |                                           |                                           |                                           |                                           |                                           |                                           |                                           |                                           |                                           |                                           |                                           |                                           |                                           |                                           |                                           |                                           |
| Madrid (Pza. Castilla) > Collado Villalba | Madrid (Pza. Castilla) > Collado Villalba | Madrid (Pza. Castilla) > Collado Villalba | Madrid (Pza. Castilla) > Collado Villalba | Madrid (Pza. Castilla) > Collado Villalba | Madrid (Pza. Castilla) > Collado Villalba | Madrid (Pza. Castilla) > Collado Villalba | Madrid (Pza. Castilla) > Collado Villalba | Madrid (Pza. Castilla) > Collado Villalba | Madrid (Pza. Castilla) > Collado Villalba | Madrid (Pza. Castilla) > Collado Villalba | Madrid (Pza. Castilla) > Collado Villalba | Madrid (Pza. Castilla) > Collado Villalba | Madrid (Pza. Castilla) > Collado Villalba | Madrid (Pza. Castilla) > Collado Villalba | Madrid (Pza. Castilla) > Collado Villalba | Madrid (Pza. Castilla) > Collado Villalba | Madrid (Pza. Castilla) > Collado Villalba | Collado Villalba > Madrid (Pza. Castilla) | Collado Villalba > Madrid (Pza. Castilla) | Collado Villalba > Madrid (Pza. Castilla) | Collado Villalba > Madrid (Pza. Castilla) | Collado Villalba > Madrid (Pza. Castilla) | Collado Villalba > Madrid (Pza. Castilla) | Collado Villalba > Madrid (Pza. Castilla) | Collado Villalba > Madrid (Pza. Castilla) | Collado Villalba > Madrid (Pza. Castilla) | Collado Villalba > Madrid (Pza. Castilla) | Collado Villalba > Madrid (Pza. Castilla) | Collado Villalba > Madrid (Pza. Castilla) | Collado Villalba > Madrid (Pza. Castilla) | Collado Villalba > Madrid (Pza. Castilla) | Collado Villalba > Madrid (Pza. Castilla) | Collado Villalba > Madrid (Pza. Castilla) | Collado Villalba > Madrid (Pza. Castilla) | Collado Villalba > Madrid (Pza. Castilla) |
| 06                                        | 07                                        | 08                                        | 09                                        | 10                                        | 11                                        | 12                                        | 13                                        | 14                                        | 15                                        | 16                                        | 17                                        | 18                                        | 19                                        | 20                                        | 21                                        | 22                                        | 23                                        | 05                                        | 06                                        | 07                                        | 08                                        | 09                                        | 10                                        | 11                                        | 12                                        | 13                                        | 14                                        | 15                                        | 16                                        | 17                                        | 18                                        | 19                                        | 20                                        | 21                                        | 22                                        |
| 40                                        | 35                                        | 15                                        | 00                                        | 00 45                                     |                                           | 30                                        |                                           | 00 30                                     | 00 40                                     |                                           | 15                                        | 00 30                                     | 45                                        | 30                                        | 00                                        | 15                                        | 00                                        | 35                                        | 20                                        | 00 30                                     | 00 45                                     | 30                                        |                                           | 15                                        | 00                                        | 15 45                                     | 15                                        | 15                                        | 15 45                                     |                                           | 30                                        | 15 45                                     |                                           | 00 50                                     |                                           |
| Sábados laborables, domingos y festivos   |                                           |                                           |                                           |                                           |                                           |                                           |                                           |                                           |                                           |                                           |                                           |                                           |                                           |                                           |                                           |                                           |                                           |                                           |                                           |                                           |                                           |                                           |                                           |                                           |                                           |                                           |                                           |                                           |                                           |                                           |                                           |                                           |                                           |                                           |                                           |
| Madrid (Pza. Castilla) > Collado Villalba | Madrid (Pza. Castilla) > Collado Villalba | Madrid (Pza. Castilla) > Collado Villalba | Madrid (Pza. Castilla) > Collado Villalba | Madrid (Pza. Castilla) > Collado Villalba | Madrid (Pza. Castilla) > Collado Villalba | Madrid (Pza. Castilla) > Collado Villalba | Madrid (Pza. Castilla) > Collado Villalba | Madrid (Pza. Castilla) > Collado Villalba | Madrid (Pza. Castilla) > Collado Villalba | Madrid (Pza. Castilla) > Collado Villalba | Madrid (Pza. Castilla) > Collado Villalba | Madrid (Pza. Castilla) > Collado Villalba | Madrid (Pza. Castilla) > Collado Villalba | Madrid (Pza. Castilla) > Collado Villalba | Madrid (Pza. Castilla) > Collado Villalba | Madrid (Pza. Castilla) > Collado Villalba | Madrid (Pza. Castilla) > Collado Villalba | Collado Villalba > Madrid (Pza. Castilla) | Collado Villalba > Madrid (Pza. Castilla) | Collado Villalba > Madrid (Pza. Castilla) | Collado Villalba > Madrid (Pza. Castilla) | Collado Villalba > Madrid (Pza. Castilla) | Collado Villalba > Madrid (Pza. Castilla) | Collado Villalba > Madrid (Pza. Castilla) | Collado Villalba > Madrid (Pza. Castilla) | Collado Villalba > Madrid (Pza. Castilla) | Collado Villalba > Madrid (Pza. Castilla) | Collado Villalba > Madrid (Pza. Castilla) | Collado Villalba > Madrid (Pza. Castilla) | Collado Villalba > Madrid (Pza. Castilla) | Collado Villalba > Madrid (Pza. Castilla) | Collado Villalba > Madrid (Pza. Castilla) | Collado Villalba > Madrid (Pza. Castilla) | Collado Villalba > Madrid (Pza. Castilla) | Collado Villalba > Madrid (Pza. Castilla) |
| 06                                        | 07                                        | 08                                        | 09                                        | 10                                        | 11                                        | 12                                        | 13                                        | 14                                        | 15                                        | 16                                        | 17                                        | 18                                        | 19                                        | 20                                        | 21                                        | 22                                        | 23                                        | 05                                        | 06                                        | 07                                        | 08                                        | 09                                        | 10                                        | 11                                        | 12                                        | 13                                        | 14                                        | 15                                        | 16                                        | 17                                        | 18                                        | 19                                        | 20                                        | 21                                        | 22                                        |
|                                           |                                           |                                           | 20                                        |                                           |                                           | 30                                        |                                           |                                           |                                           |                                           |                                           | 30                                        |                                           |                                           |                                           | 00                                        |                                           |                                           |                                           |                                           | 00                                        |                                           |                                           | 00                                        |                                           |                                           |                                           |                                           |                                           | 00                                        |                                           |                                           | 00                                        |                                           |                                           |

### 1 - 15 septiembre
| Lunes a viernes laborables                |                                           |                                           |                                           |                                           |                                           |                                           |                                           |                                           |                                           |                                           |                                           |                                           |                                           |                                           |                                           |                                           |                                           |                                           |                                           |                                           |                                           |                                           |                                           |                                           |                                           |                                           |                                           |                                           |                                           |                                           |                                           |                                           |                                           |                                           |                                           |
| Madrid (Pza. Castilla) > Collado Villalba | Madrid (Pza. Castilla) > Collado Villalba | Madrid (Pza. Castilla) > Collado Villalba | Madrid (Pza. Castilla) > Collado Villalba | Madrid (Pza. Castilla) > Collado Villalba | Madrid (Pza. Castilla) > Collado Villalba | Madrid (Pza. Castilla) > Collado Villalba | Madrid (Pza. Castilla) > Collado Villalba | Madrid (Pza. Castilla) > Collado Villalba | Madrid (Pza. Castilla) > Collado Villalba | Madrid (Pza. Castilla) > Collado Villalba | Madrid (Pza. Castilla) > Collado Villalba | Madrid (Pza. Castilla) > Collado Villalba | Madrid (Pza. Castilla) > Collado Villalba | Madrid (Pza. Castilla) > Collado Villalba | Madrid (Pza. Castilla) > Collado Villalba | Madrid (Pza. Castilla) > Collado Villalba | Madrid (Pza. Castilla) > Collado Villalba | Collado Villalba > Madrid (Pza. Castilla) | Collado Villalba > Madrid (Pza. Castilla) | Collado Villalba > Madrid (Pza. Castilla) | Collado Villalba > Madrid (Pza. Castilla) | Collado Villalba > Madrid (Pza. Castilla) | Collado Villalba > Madrid (Pza. Castilla) | Collado Villalba > Madrid (Pza. Castilla) | Collado Villalba > Madrid (Pza. Castilla) | Collado Villalba > Madrid (Pza. Castilla) | Collado Villalba > Madrid (Pza. Castilla) | Collado Villalba > Madrid (Pza. Castilla) | Collado Villalba > Madrid (Pza. Castilla) | Collado Villalba > Madrid (Pza. Castilla) | Collado Villalba > Madrid (Pza. Castilla) | Collado Villalba > Madrid (Pza. Castilla) | Collado Villalba > Madrid (Pza. Castilla) | Collado Villalba > Madrid (Pza. Castilla) | Collado Villalba > Madrid (Pza. Castilla) |
| 06                                        | 07                                        | 08                                        | 09                                        | 10                                        | 11                                        | 12                                        | 13                                        | 14                                        | 15                                        | 16                                        | 17                                        | 18                                        | 19                                        | 20                                        | 21                                        | 22                                        | 23                                        | 05                                        | 06                                        | 07                                        | 08                                        | 09                                        | 10                                        | 11                                        | 12                                        | 13                                        | 14                                        | 15                                        | 16                                        | 17                                        | 18                                        | 19                                        | 20                                        | 21                                        | 22                                        |
| 40                                        | 30                                        | 25                                        | 00                                        | 00 45                                     | 30                                        | 30                                        | 10                                        | 00 30                                     | 00 30                                     | 30                                        | 30                                        | 00 30                                     | 00 50                                     | 30                                        | 00                                        | 15                                        | 00                                        | 35                                        | 20                                        | 00 20                                     | 00 30                                     | 30                                        |                                           | 15                                        | 00 45                                     | 15 45                                     | 15                                        | 15 45                                     | 30 45                                     | 40                                        | 45                                        | 15 45                                     |                                           | 00 50                                     |                                           |
| Sábados laborables, domingos y festivos   |                                           |                                           |                                           |                                           |                                           |                                           |                                           |                                           |                                           |                                           |                                           |                                           |                                           |                                           |                                           |                                           |                                           |                                           |                                           |                                           |                                           |                                           |                                           |                                           |                                           |                                           |                                           |                                           |                                           |                                           |                                           |                                           |                                           |                                           |                                           |
| Madrid (Pza. Castilla) > Collado Villalba | Madrid (Pza. Castilla) > Collado Villalba | Madrid (Pza. Castilla) > Collado Villalba | Madrid (Pza. Castilla) > Collado Villalba | Madrid (Pza. Castilla) > Collado Villalba | Madrid (Pza. Castilla) > Collado Villalba | Madrid (Pza. Castilla) > Collado Villalba | Madrid (Pza. Castilla) > Collado Villalba | Madrid (Pza. Castilla) > Collado Villalba | Madrid (Pza. Castilla) > Collado Villalba | Madrid (Pza. Castilla) > Collado Villalba | Madrid (Pza. Castilla) > Collado Villalba | Madrid (Pza. Castilla) > Collado Villalba | Madrid (Pza. Castilla) > Collado Villalba | Madrid (Pza. Castilla) > Collado Villalba | Madrid (Pza. Castilla) > Collado Villalba | Madrid (Pza. Castilla) > Collado Villalba | Madrid (Pza. Castilla) > Collado Villalba | Collado Villalba > Madrid (Pza. Castilla) | Collado Villalba > Madrid (Pza. Castilla) | Collado Villalba > Madrid (Pza. Castilla) | Collado Villalba > Madrid (Pza. Castilla) | Collado Villalba > Madrid (Pza. Castilla) | Collado Villalba > Madrid (Pza. Castilla) | Collado Villalba > Madrid (Pza. Castilla) | Collado Villalba > Madrid (Pza. Castilla) | Collado Villalba > Madrid (Pza. Castilla) | Collado Villalba > Madrid (Pza. Castilla) | Collado Villalba > Madrid (Pza. Castilla) | Collado Villalba > Madrid (Pza. Castilla) | Collado Villalba > Madrid (Pza. Castilla) | Collado Villalba > Madrid (Pza. Castilla) | Collado Villalba > Madrid (Pza. Castilla) | Collado Villalba > Madrid (Pza. Castilla) | Collado Villalba > Madrid (Pza. Castilla) | Collado Villalba > Madrid (Pza. Castilla) |
| 06                                        | 07                                        | 08                                        | 09                                        | 10                                        | 11                                        | 12                                        | 13                                        | 14                                        | 15                                        | 16                                        | 17                                        | 18                                        | 19                                        | 20                                        | 21                                        | 22                                        | 23                                        | 05                                        | 06                                        | 07                                        | 08                                        | 09                                        | 10                                        | 11                                        | 12                                        | 13                                        | 14                                        | 15                                        | 16                                        | 17                                        | 18                                        | 19                                        | 20                                        | 21                                        | 22                                        |
|                                           |                                           |                                           | 20                                        |                                           |                                           | 30                                        |                                           |                                           |                                           |                                           |                                           | 30                                        |                                           |                                           |                                           | 00                                        |                                           |                                           |                                           |                                           | 00                                        |                                           |                                           | 00                                        |                                           |                                           |                                           |                                           |                                           | 00                                        |                                           |                                           | 00                                        |                                           |                                           |

### 16 - 30 septiembre
| Lunes a viernes laborables                    |                                           |                                           |                                           |                                           |                                           |                                           |                                           |                                           |                                           |                                           |                                           |                                           |                                           |                                           |                                           |                                           |                                           |                                           |                                           |                                           |                                           |                                           |                                           |                                           |                                           |                                           |                                           |                                           |                                           |                                           |                                           |                                           |                                           |                                           |                                           |
| Madrid (Pza. Castilla) > Collado Villalba     | Madrid (Pza. Castilla) > Collado Villalba | Madrid (Pza. Castilla) > Collado Villalba | Madrid (Pza. Castilla) > Collado Villalba | Madrid (Pza. Castilla) > Collado Villalba | Madrid (Pza. Castilla) > Collado Villalba | Madrid (Pza. Castilla) > Collado Villalba | Madrid (Pza. Castilla) > Collado Villalba | Madrid (Pza. Castilla) > Collado Villalba | Madrid (Pza. Castilla) > Collado Villalba | Madrid (Pza. Castilla) > Collado Villalba | Madrid (Pza. Castilla) > Collado Villalba | Madrid (Pza. Castilla) > Collado Villalba | Madrid (Pza. Castilla) > Collado Villalba | Madrid (Pza. Castilla) > Collado Villalba | Madrid (Pza. Castilla) > Collado Villalba | Madrid (Pza. Castilla) > Collado Villalba | Madrid (Pza. Castilla) > Collado Villalba | Collado Villalba > Madrid (Pza. Castilla) | Collado Villalba > Madrid (Pza. Castilla) | Collado Villalba > Madrid (Pza. Castilla) | Collado Villalba > Madrid (Pza. Castilla) | Collado Villalba > Madrid (Pza. Castilla) | Collado Villalba > Madrid (Pza. Castilla) | Collado Villalba > Madrid (Pza. Castilla) | Collado Villalba > Madrid (Pza. Castilla) | Collado Villalba > Madrid (Pza. Castilla) | Collado Villalba > Madrid (Pza. Castilla) | Collado Villalba > Madrid (Pza. Castilla) | Collado Villalba > Madrid (Pza. Castilla) | Collado Villalba > Madrid (Pza. Castilla) | Collado Villalba > Madrid (Pza. Castilla) | Collado Villalba > Madrid (Pza. Castilla) | Collado Villalba > Madrid (Pza. Castilla) | Collado Villalba > Madrid (Pza. Castilla) | Collado Villalba > Madrid (Pza. Castilla) |
| 06                                            | 07                                        | 08                                        | 09                                        | 10                                        | 11                                        | 12                                        | 13                                        | 14                                        | 15                                        | 16                                        | 17                                        | 18                                        | 19                                        | 20                                        | 21                                        | 22                                        | 23                                        | 05                                        | 06                                        | 07                                        | 08                                        | 09                                        | 10                                        | 11                                        | 12                                        | 13                                        | 14                                        | 15                                        | 16                                        | 17                                        | 18                                        | 19                                        | 20                                        | 21                                        | 22                                        |
| 40                                            | 30                                        | 25                                        | 00                                        | 00 45                                     | 30                                        | 30                                        | 10                                        | 00 30                                     | 00 30                                     | 30                                        | 30                                        | 00 30                                     | 00 50                                     | 30                                        | 00                                        | 15                                        | 00                                        | 35                                        | 20 37                                     | 00 20                                     | 00 30                                     | 30                                        |                                           | 15                                        | 00 45                                     | 15 45                                     | 15                                        | 15 45                                     | 30 45                                     | 40                                        | 45                                        | 15 45                                     |                                           | 00 50                                     |                                           |
| Desde la estación de autobuses de Moralzarzal |                                           |                                           |                                           |                                           |                                           |                                           |                                           |                                           |                                           |                                           |                                           |                                           |                                           |                                           |                                           |                                           |                                           |                                           |                                           |                                           |                                           |                                           |                                           |                                           |                                           |                                           |                                           |                                           |                                           |                                           |                                           |                                           |                                           |                                           |                                           |
| Sábados laborables, domingos y festivos       |                                           |                                           |                                           |                                           |                                           |                                           |                                           |                                           |                                           |                                           |                                           |                                           |                                           |                                           |                                           |                                           |                                           |                                           |                                           |                                           |                                           |                                           |                                           |                                           |                                           |                                           |                                           |                                           |                                           |                                           |                                           |                                           |                                           |                                           |                                           |
| Madrid (Pza. Castilla) > Collado Villalba     | Madrid (Pza. Castilla) > Collado Villalba | Madrid (Pza. Castilla) > Collado Villalba | Madrid (Pza. Castilla) > Collado Villalba | Madrid (Pza. Castilla) > Collado Villalba | Madrid (Pza. Castilla) > Collado Villalba | Madrid (Pza. Castilla) > Collado Villalba | Madrid (Pza. Castilla) > Collado Villalba | Madrid (Pza. Castilla) > Collado Villalba | Madrid (Pza. Castilla) > Collado Villalba | Madrid (Pza. Castilla) > Collado Villalba | Madrid (Pza. Castilla) > Collado Villalba | Madrid (Pza. Castilla) > Collado Villalba | Madrid (Pza. Castilla) > Collado Villalba | Madrid (Pza. Castilla) > Collado Villalba | Madrid (Pza. Castilla) > Collado Villalba | Madrid (Pza. Castilla) > Collado Villalba | Madrid (Pza. Castilla) > Collado Villalba | Collado Villalba > Madrid (Pza. Castilla) | Collado Villalba > Madrid (Pza. Castilla) | Collado Villalba > Madrid (Pza. Castilla) | Collado Villalba > Madrid (Pza. Castilla) | Collado Villalba > Madrid (Pza. Castilla) | Collado Villalba > Madrid (Pza. Castilla) | Collado Villalba > Madrid (Pza. Castilla) | Collado Villalba > Madrid (Pza. Castilla) | Collado Villalba > Madrid (Pza. Castilla) | Collado Villalba > Madrid (Pza. Castilla) | Collado Villalba > Madrid (Pza. Castilla) | Collado Villalba > Madrid (Pza. Castilla) | Collado Villalba > Madrid (Pza. Castilla) | Collado Villalba > Madrid (Pza. Castilla) | Collado Villalba > Madrid (Pza. Castilla) | Collado Villalba > Madrid (Pza. Castilla) | Collado Villalba > Madrid (Pza. Castilla) | Collado Villalba > Madrid (Pza. Castilla) |
| 06                                            | 07                                        | 08                                        | 09                                        | 10                                        | 11                                        | 12                                        | 13                                        | 14                                        | 15                                        | 16                                        | 17                                        | 18                                        | 19                                        | 20                                        | 21                                        | 22                                        | 23                                        | 05                                        | 06                                        | 07                                        | 08                                        | 09                                        | 10                                        | 11                                        | 12                                        | 13                                        | 14                                        | 15                                        | 16                                        | 17                                        | 18                                        | 19                                        | 20                                        | 21                                        | 22                                        |
|                                               |                                           |                                           | 20                                        |                                           |                                           | 30                                        |                                           |                                           |                                           |                                           |                                           | 30                                        |                                           |                                           |                                           | 00                                        |                                           |                                           |                                           |                                           | 00                                        |                                           |                                           | 00                                        |                                           |                                           |                                           |                                           |                                           | 00                                        |                                           |                                           | 00                                        |                                           |                                           |

## Recorrido y paradas

### Sentido Collado Villalba
NOTA: Las expediciones con destino Moralzarzal finalizan su recorrido en la parada indicada en rojo.
| Código | Parada                                           | Común con                                               | Conexiones con Metro y Cercanías | Municipio        | Zona |
| ------ | ------------------------------------------------ | ------------------------------------------------------- | -------------------------------- | ---------------- | ---- |
| 18074  | Intercambiador de Plaza de Castilla (Dársena 44) | 107                                                     | Plaza de Castilla                | Madrid           |      |
| 3252   | Pº Castellana Nº 292 - Hospital La Paz           | 173 174 175 176 178 712 713 716 717 721 722 724 725 726 | Begoña                           | Madrid           |      |
| 3670   | Ctra. Colmenar - Hospital Ramón y Cajal          | 175 178 712 713 714 716 717 721 722 724 725 726         |                                  | Madrid           |      |
| 06569  | Ctra. M-607 - Universidad Autónoma               | 712 713 716 717 721 722 724 725 726                     |                                  | Madrid           |      |
| 06573  | Ctra. M-607 - Cementerio La Paz                  | 712 713 716 717 721 722 724 725 726 827                 |                                  | Madrid           |      |
| 08396  | Ctra. M-607 - Puente Sur                         | 721 722 724 725 726                                     |                                  | Tres Cantos      |      |
| 20682  | Ctra. M-607 - Estación de Tres Cantos            | 721 722 724 725 726                                     | Tres Cantos                      | Tres Cantos      |      |
| 20222  | Cerceda - Cº Boalo                               | 672A 720                                                |                                  | El Boalo         |      |
| 15955  | Ctra. M-607 - Urb. Las Praderas                  |                                                         |                                  | El Boalo         |      |
| 15954  | Ctra. Mataelpino - Pol. Ind. Capellanía          | 672                                                     |                                  | Moralzarzal      |      |
| 09305  | Ctra. M-615 - Río Berrocal                       | 672                                                     |                                  | Moralzarzal      |      |
| 09304  | Crta. M-615 - Urb. El Retamar                    | 672                                                     |                                  | Moralzarzal      |      |
| 18081  | Crta. M-615 - Colegio                            | 672                                                     |                                  | Moralzarzal      |      |
| 09306  | Crta. Mataelpino - Urb. Herradura                | 672                                                     |                                  | Moralzarzal      |      |
| 12512  | Estación de Autobuses de Moralzarzal             | 670 671 672 672A                                        |                                  | Moralzarzal      |      |
| 09308  | Ctra. M-608 - Redondillo                         | 670 671 672 672A 720                                    |                                  | Moralzarzal      |      |
| 09309  | Ctra. M-608 - Los Chopos                         | 670 671 672 672A 720                                    |                                  | Moralzarzal      |      |
| 10230  | Ctra. M-608 - Los Linarejos                      | 670 671 672 672A 720                                    |                                  | Collado Villalba |      |
| 19345  | Prado Manzano - Urb. Peñanevada II               | 671 672 672A                                            |                                  | Collado Villalba |      |
| 06398  | Doctor José María Poveda - Urb. La Cerca         | 671 672 672A 4                                          |                                  | Collado Villalba |      |
| 06372  | Doctor José María Poveda - El Raso               | 671 672 672A 4                                          |                                  | Collado Villalba |      |
| 06371  | Libertad - Villa Carlota                         | 671 672 672A 4                                          |                                  | Collado Villalba |      |
| 06381  | Ctra. Moralzarzal - El Roble                     | 671 672 672A 720 1 2 3 4 6                              |                                  | Collado Villalba |      |
| 19269  | Abogados de Atocha - Urb. Los Valles             | 673                                                     |                                  | Collado Villalba |      |

### Sentido Madrid
NOTA: Las expediciones que salen desde Moralzarzal lo hacen desde la parada indicada en rojo.
| Código | Parada                                           | Común con                                                       | Conexiones con Metro y Cercanías | Municipio        | Zona |
| ------ | ------------------------------------------------ | --------------------------------------------------------------- | -------------------------------- | ---------------- | ---- |
| 19269  | Abogados de Atocha - Urb. Los Valles             | 673                                                             |                                  | Collado Villalba |      |
| 06370  | Ctra. Moralzarzal - El Roble                     | 671 672 672A 720 1 4                                            |                                  | Collado Villalba |      |
| 06524  | Libertad - Villa Carlota                         | 671 672 672A 1 4 6                                              |                                  | Collado Villalba |      |
| 12560  | Doctor José María Poveda - El Raso               | 671 672 672A 1 4 6                                              |                                  | Collado Villalba |      |
| 06373  | Doctor José María Poveda - Urb. La Cerca         | 671 672 672A 1 4 6                                              |                                  | Collado Villalba |      |
| 19346  | Prado Manzano - Urb. Peñanevada I                | 671 672 672A                                                    |                                  | Collado Villalba |      |
| 09310  | Ctra. M-608 - Los Linarejos                      | 670 671 672 672A 720                                            |                                  | Collado Villalba |      |
| 10234  | Ctra. M-608 - Los Chopos                         | 670 671 672 672A 720                                            |                                  | Moralzarzal      |      |
| 10235  | Ctra. M-608 - Redondillo                         | 670 671 672 672A 720                                            |                                  | Moralzarzal      |      |
| 12512  | Estación de Autobuses de Moralzarzal             | 670 671 672 672A                                                |                                  | Moralzarzal      |      |
| 10236  | Antón - Urb. Herradura                           | 672                                                             |                                  | Moralzarzal      |      |
| 18082  | Crta. Mataelpino - Colegio                       | 672                                                             |                                  | Moralzarzal      |      |
| 10237  | Crta. M-615 - Urb. Retamar                       | 672                                                             |                                  | Moralzarzal      |      |
| 10238  | Ctra. M-615 - Río Berrocal                       | 672                                                             |                                  | Moralzarzal      |      |
| 15953  | Ctra. Mataelpino - Pol. Ind. Capellanía          | 672                                                             |                                  | Moralzarzal      |      |
| 16439  | Ctra. M-607 - Urb. Las Praderas                  | 724                                                             |                                  | El Boalo         |      |
| 18965  | Cerceda - Pajar Maderero                         | 672 672A 720 724                                                |                                  | El Boalo         |      |
| 15554  | Cerceda - El Soto                                | 672 672A 720 724                                                |                                  | El Boalo         |      |
| 06633  | Ctra. M-607 - Estación de Tres Cantos            | 721 722 724 725 726                                             | Tres Cantos                      | Tres Cantos      |      |
| 06659  | Ctra. M-607 - Puente Sur                         | 721 722 724 725 726                                             |                                  | Tres Cantos      |      |
| 12875  | Ctra. M-607 - Cementerio La Paz                  | 712 713 716 717 721 722 724 725 726 827                         |                                  | Madrid           |      |
| 06666  | Ctra. M-607 - Universidad Autónoma               | 712 713 716 717 721 722 724 725 726                             |                                  | Madrid           |      |
| 6673   | Ctra. Colmenar Viejo - Santa Ana                 | 712 713 714 716 717 721 722 724 725 726                         |                                  | Madrid           |      |
| 955    | Ctra. Colmenar - Hospital Ramón y Cajal          | 175 178 712 713 714 716 717 721 722 724 725 726                 |                                  | Madrid           |      |
| 10548  | Pº Castellana - Hospital La Paz                  | 173 174 175 176 178 712 713 714 716 717 721 722 724 725 726 815 | Begoña                           | Madrid           |      |
| 18074  | Intercambiador de Plaza de Castilla (Dársena 44) | 107                                                             | Plaza de Castilla                | Madrid           |      |